# Manuel Saval
Juan Manuel Ruiz Saval, mais conhecido como Manuel Saval (Cidade do México, 22 de junho de 1956 — Cidade do México, 23 de junho de 2009), foi um ator de telenovelas mexicano.

## Biografia
Manuel iniciou sua carreira artística aos 20 anos, foi uma paixão que herdou de sua mãe, a atriz Manolita Saval. Ele estreou como ator em meados doa anos 70 trabalhando no cinema, televisão e no teatro. No ano de 1983 a telenovela La pobre señorita Limantur, que foi protagonizada por Thalía aos 15 anos de idade, marcou sua carreira como ator interpretando 'Walter' já que lhe valeu o reconhecimento e aceitação do público. 
Durante sua carreira, Manuel atuou em mais de 20 telenovelas, entre elas,  Espejismo, Corazones sin rumbo, Simplemente María onde contracenou com Victoria Ruffo, Mágica juventud, María la del barrio e Rosalinda ambas em que contracenou com a atriz Thalía, entre outros grandes atores. Ele atuou em Carita de ángel como o padre Gabriel, irmão de Luciano papel do ator Miguel de León, Manuel teve várias cenas divertidas com Daniela Aedo na época era uma garotinha, também contracenando com Nora Salinas, Juan Pablo Gamboa e a grande atriz Libertad Lamarque. Esteve também em Cómplices al rescate onde foi o nobre Orlando del Valle, atuando com Belinda e Cecilia Gabriela. Ele atuou também em ¡Vivan los Niños!, Corazones al límite e Sueños y caramelos que foi sua última telenovela.
No teatro se destacou nas obras "Papacito piernas largas", "Gigi" e "Ah que muchachita". Sempre se caracterizou por ser um homem elegante, excelente ator e companheiro, também se tornou ao longo de sua carreira em um dos galãs da televisão mexicana mais admirados, durante as décadas de 80 e 90. Ele se casou com Martha Eugenia Gallegos com quem teve seu único filho, Francisco.
No começo de  de 2007, depois de viver sempre acompanhado do vicio do cigarro, foi detectado um câncer na garganta. Em outubro desse mesmo ano, Manuel passou por uma intervenção cirúrgica, na qual foi retirada a sua laringe, no entanto ele sempre se mostrou firme diante da adversidade. Em maio de 2009 passou por mais uma cirurgia desta vez, por conta da suas artérias que foram afetadas pela quimioterapia; a partir de então seu estado de saúde começou a ficar dia mais crítico.
Manuel faleceu de câncer aos 53 anos de idade, em 23 de junho de 2009, após dois anos de luta contra a doença.

## Trabalhos

### Novelas
- Sueños y Caramelos (2005) .... Augusto Monraz
- Corazones al límite (2004) .... Osvaldo Madrigal
- ¡Vivan los Niños! (2002) .... Fernando Molina
- Cómplices al Rescate (2002) .... Orlando del Valle
- Carita de Ángel (2000) .... Padre Gabriel Larios Rocha
- Rosalinda (1999) .... Alfredo del Castillo
- El diario de Daniela (1999) .... Andrés Zamora
- María la del Barrio (1995) .... Oscar Montalban
- Mágica Juventud (1992)
- Simplemente María (1989) .... Juan Carlos del Villar
- Muchachita (1986)
- Los Años Pasan (1985) .... Rodolfo
- Juana Iris (1985)
- Principessa (1984) .... Reynaldo
- Los Años Felices (1984) .... Rodolfo
- Guadalupe (1984) .... Roberto
- La pobre señorita Limantur  (1983) .... Walter
- Lo Que el Cielo No Perdona (1982)
- Espejismo (1980) .... Juan José
- Corazones Sin Rumbo (1980) .... Jorge

### Filmes
- El Esperado Amor Desesperado (1976) .... Manuel Zaval

### Séries de TV
- Mujer, Casos de la Vida Real
- Bajo el Mismo Techo
- Hospital el Paisa

### Teatro
- Papacito Piernas Largas
- Gigi
- Ah que Muchachita

### Música
Participação nos videoclipes de Lucia Mendez “Amor Volcánico” ,“Enamorada” e "Márchate de aquí"